# آرگو ایرویز
آرگو ایرویز (به انگلیسی: ArGo Airways) یک شرکت هواپیمایی است که در ۲۰۰۹ میلادی تأسیس شده‌است. دفتر مرکزی آرگو ایرویز در ولس، یونان واقع شده‌است و به ۴ مقصد، پرواز انجام می‌دهد.